# Чернопёрый тунец
Чернопёрый тунец, или атлантический тунец, или чёрный тунец (лат. Thunnus atlanticus) — самый мелкий вид лучепёрых рыб из рода тунцов семейства скумбриевых, размер доходит до 100 см, а вес до 21 кг. Чёрноперый тунец имеет овальную форму тела с чёрной спиной и желтоватыми задними плавниками. Остальной цвет варьируется от жёлтого на боках до серебристого снизу. Водится чернопёрый тунец только в западной Атлантике, от мыса Кейп-Код до Бразилии.
Чернопёрый тунец не потребляет столько же рыбы в своём рационе как остальные тунцы, и скорее будет есть маленьких личинок королевских креветок, креветок, крабов или личинок рыбы. Тем не менее он может есть взрослую рыбу и кальмаров. 
Это быстрорастущий вид с коротким периодом жизни; пятилетняя рыба считается уже старой. Достигают половой зрелости в 2 года и мечут икру в открытом море, в течение лета. Чернопёрый тунец водится в тёплой воде, предпочитая температуру больше 20 °C.